# Randy Stuart
Randy Stuart (12 de octubre de 1924 – 20 de julio de 1996) fue una actriz cinematográfica y televisiva de nacionalidad estadounidense. Rostro familiar gracias a varios filmes de los años 1940 y 1950, así como a posteriores series televisivas de temática western, es quizás más conocida por su papel de Louise Carey, la esposa de Scott Carey, interpretado por Grant Williams, en el film de ciencia ficción The Incredible Shrinking Man (1957). 

## Biografía
Su verdadero nombre era Elizabeth Shaubell, y nació en Iola, Kansas. Sus padres eran músicos itinerantes, y ella debutó en escena a los tres años de edad. La familia se mudó más tarde a California, donde Stuart cursó estudios. Gracias a un test para la producción The Women, Stuart consiguió ser contratada por 20th Century Fox. Su debut en el cine fue con un papel sin créditos en la película de 1947 The Foxes of Harrow.
En 1948 fue Peggy, una secretaria, en la comedia Sitting Pretty, en la que actuó junto a Clifton Webb. Ese año apareció sexta en los créditos de Apartment for Peggy, film interpretado por William Holden y Jeanne Crain.
Stuart encarnó en 1949 a la Teniente Eloise Billings, objeto del deseo de Cary Grant, en el film de Howard Hawks I Was a Male War Bride, en el que también actuaba Ann Sheridan. Ese mismo año actuó junto a Jose Ferrer en la película de Otto Preminger Whirlpool. Stuart apareció también, como actriz de reparto, en los carteles de la comedia musical Dancing in the Dark, protagonizada por William Powell y Betsy Drake.  
En 1950 Stuart hizo un breve papel en la película considerada como la mejor del año, All About Eve, encarnando a una telefonista amiga de Anne Baxter (en la misma escena actuaba Marilyn Monroe, compañera de clase de baile de Stuart). Ese mismo año fue cuarta del reparto de la comedia negra Stella, protagonizada por Ann Sheridan y Victor Mature. 
Al siguiente año fue Marge Boyd en I Can Get It For You Wholesale, un papel que fue su gran oportunidad. En 1952 Stuart volvió a trabajar con Cary Grant, esta vez en la comedia Room for One More, de Warner Brothers, en la que también actuaba Betsy Drake.
La carrera televisiva de Stuart tuvo un sólido comienzo con un papel coprotagonista, el de Louise Baker, la mujer del espía interpretado por Alan Hale, Jr., en la serie de aventuras Biff Baker, U.S.A., emitida por la CBS en la temporada 1952-53.
En 1958 fue Nancy Dawson en el western Man from God's Country, protagonizado por George Montgomery. También fue artista invitada en la serie televisiva que protagonizaba Montgomery, Cimarron City.
Entre 1959 y 1960, Stuart tuvo el papel recurrente de Nellie Cashman en once episodios de la serie western de la ABC The Life and Legend of Wyatt Earp, protagonizada por Hugh O'Brian. Desde 1958 a 1961 Stuart trabajó como invitada cuatro veces en la serie western de Clint Walker producida por ABC/Warner Brothers Cheyenne, actuando junto a Robert Colbert en el episodio de 1960 "Two Trails to Santa Fe". 
Otras series western en las que actuó fueron Bronco, Lawman, Bonanza, Cimarron City, Colt .45, y Maverick. 
Además, Stuart participó en series de carácter dramático, como fue el caso de 77 Sunset Strip (como Lucy Norton en el capítulo de 1962 "The Reluctant Spy"), Intriga en Hawái, Bourbon Street Beat, The Roaring 20's, Alcoa Presents: One Step Beyond. También fue actriz invitada en el show de la CBS The Millionaire, y actuó dos veces, en 1955 y 1956, en la comedia de la NBC It's a Great Life, con Frances Bavier.
En 1967 y 1968 también intervino dos veces, como Eileen Gannon, la mujer del personaje interpretado por Harry Morgan, Bill Gannon, en la serie de la NBC Dragnet. Su última actuación para la pantalla fue como Miss Kallman en el episodio de 1975 "The Covenant", perteneciente a la serie de la ABC Marcus Welby, M.D., protagonizada por Robert Young.
A finales de los años 1970 y principios de los 1980, Stuart (más conocida entonces por su nombre de casada, Betty Wallis) fue decisiva para desarrollar el programa de alumnosde la Chaminade College Preparatory School en West Hills, California.  
Randy Stuart se casó cuatro veces, divorciándose en las tres primeras. Su último matrimonio duró más de una década, hasta la muerte de su marido, Ernest Dineen Wallis, en 1982. La actriz falleció el 20 de julio de 1996 en Bakersfield, California, a causa de un cáncer de pulmón. Tenía 71 años de edad.